# Venturia sokanakiakorum
Venturia sokanakiakorum är en stekelart som först beskrevs av Henry Lorenz Viereck 1917.  Venturia sokanakiakorum ingår i släktet Venturia och familjen brokparasitsteklar. Inga underarter finns listade i Catalogue of Life.